# Samorząd Regionu Eszkol
Samorząd Regionu Eszkol (hebr. מועצה אזורית אשכול) – samorząd regionu położony w Dystrykcie Południowym, w Izraelu.
Obejmuje tereny wiejskie w zachodniej części pustyni Negew, w pobliżu Strefy Gazy.

## Osiedla
Na terenach o powierzchni 760 km² mieszka około 8300 ludzi. Znajduje się tutaj 14 kibuców, 13 moszawów i 2 wioski.

### Kibuce
| - Be’eri - Gewulot - En ha-Szelosza - Cholit - Kerem Szalom - Kissufim - Magen | - Nir Jicchak - Nirim - Nir Oz - Re’im - Sufa - Urim - Ce’elim |

### Moszawy
| - Ammi’oz - Dekel - En ha-Besor - Miwtachim - Ohad - Peri Gan - Sede Awraham | - Sede Niccan - Talme Elijjahu - Talme Josef - Jated - Jesza - Jewul |

### Wioski
| - Awszalom | - Cochar |